# Association for Computing Machinery
Association for Computing Machinery (ACM) grundades 1947 som världens första vetenskapliga och utbildande förening för datavetenskap. Medlemsantalet är cirka 78 000 och huvudkvarteret är i New York.

## Tjänster
- ACM publicerar den prestigefyllda journalen Journal of the ACM och andra generella tidningar för dataspecialister.
- Alla ACM:s publiceringar finns tillgängliga i ACM Digital Library.
- ACM delar årligen ut Turingpriset.
- ACM anordnar många konferenser, till exempel OOPSLA.